# Biatlon a 2017. évi téli európai ifjúsági olimpiai fesztiválon
A 2017. évi téli európai ifjúsági olimpiai fesztivál biatlon versenyszámait Törökországban, Erzurumban, a Kandilli Téli Üdülőközpontban rendezték február 14. és 17-e között.

## Összesített éremtáblázat
| A 2017. évi téli európai ifjúsági olimpiai fesztivál összesített éremtáblázata biatlonban | A 2017. évi téli európai ifjúsági olimpiai fesztivál összesített éremtáblázata biatlonban | A 2017. évi téli európai ifjúsági olimpiai fesztivál összesített éremtáblázata biatlonban | A 2017. évi téli európai ifjúsági olimpiai fesztivál összesített éremtáblázata biatlonban | A 2017. évi téli európai ifjúsági olimpiai fesztivál összesített éremtáblázata biatlonban | Olimpia  |
| ----------------------------------------------------------------------------------------- | ----------------------------------------------------------------------------------------- | ----------------------------------------------------------------------------------------- | ----------------------------------------------------------------------------------------- | ----------------------------------------------------------------------------------------- | -------- |
|                                                                                           | Ország                                                                                    | Arany                                                                                     | Ezüst                                                                                     | Bronz                                                                                     | Összesen |
| 1.                                                                                        | Franciaország                                                                             | 2                                                                                         | 2                                                                                         | 1                                                                                         | 5        |
| 2.                                                                                        | Oroszország                                                                               | 2                                                                                         | 1                                                                                         | 3                                                                                         | 6        |
| 3.                                                                                        | Csehország                                                                                | 1                                                                                         | 0                                                                                         | 0                                                                                         | 1        |
| 4.                                                                                        | Észtország                                                                                | 0                                                                                         | 1                                                                                         | 0                                                                                         | 1        |
|                                                                                           | Ukrajna                                                                                   | 0                                                                                         | 1                                                                                         | 0                                                                                         | 1        |
| 6.                                                                                        | Finnország                                                                                | 0                                                                                         | 0                                                                                         | 1                                                                                         | 1        |
|                                                                                           |                                                                                           |                                                                                           |                                                                                           |                                                                                           |          |
| Összesen                                                                                  | Összesen                                                                                  | 5                                                                                         | 5                                                                                         | 5                                                                                         | 15       |

## Eredmények

### Férfi
| A 2017. évi téli európai ifjúsági olimpiai fesztivál érmesei férfi biatlonban |                              |         |                            |         |                               |         |
| Versenyszám                                                                   | Arany                        | Arany   | Ezüst                      | Ezüst   | Bronz                         | Bronz   |
| Sprint                                                                        | Csehország Vitezslav Hornig  | 19:46.9 | Észtország Kristo Siimer   | 20:02.4 | Oroszország Mikhail Pervushin | 20:02.7 |
| Üldözőverseny                                                                 | Franciaország Thomas Briffaz | 28:45.9 | Franciaország Jason Drezet | 28:48.9 | Oroszország Andrei Viukhin    | 28:49.1 |

### Női
| A 2017. évi téli európai ifjúsági olimpiai fesztivál érmesei női biatlonban |                             |         |                                  |         |                                  |         |
| Versenyszám                                                                 | Arany                       | Arany   | Ezüst                            | Ezüst   | Bronz                            | Bronz   |
| Sprint                                                                      | Franciaország Camille Bened | 17:42.2 | Ukrajna Khrystyna Dmytrenko      | 18:03.7 | Oroszország Anastasia Shevchenko | 18:04.1 |
| Üldözőverseny                                                               | Oroszország Anna Grigoreva  | 24:45.8 | Oroszország Anastasia Shevchenko | 25:22.9 | Franciaország Camille Bened      | 26:21.8 |

### Vegyes
| A 2017. évi téli európai ifjúsági olimpiai fesztivál vegyesváltó érmesei biatlonban |                                                                                          |           |                                                                                 |           |                                                                              |           |
| Versenyszám                                                                         | Arany                                                                                    | Arany     | Ezüst                                                                           | Ezüst     | Bronz                                                                        | Bronz     |
| Vegyesváltó                                                                         | Oroszország · Anna Grigoreva · Anastasia Shevchenko · Andrei Viukhin · Mikhail Pervushin | 1:16:39.3 | Franciaország · Sophie Chauveau · Camille Bened · Jason Drezet · Thomas Briffaz | 1:17:28.3 | Finnország · Jenni Keranen · Maija Keranen · Otto Invenius · Santtu Panttila | 1:18:37.2 |